# Одран с острова Ионы
Одран с острова Ионы (англ. Oran of Iona; также Оран; VI век) — ирландский католический святой, спутник святого Колумбы, память которого совершается 27 октября.

## Имя и терминология
Святого Колумбу, спутником которого был святой Одран, не следует путать с другим ирландским святым — Колумбаном.
Самого Одрана не следует путать с другим святым Одраном, спутником (по одной из легенд — возничим) святого Патрика, крестителя Ирландии.
Остров Ионы в архипелаге Внутренних Гебридских островов у западного побережья Шотландии на современных российских  географических картах именуется «остров Айона», в связи с чем теряется первоначальный смысл его названия.

## Житие и легенды

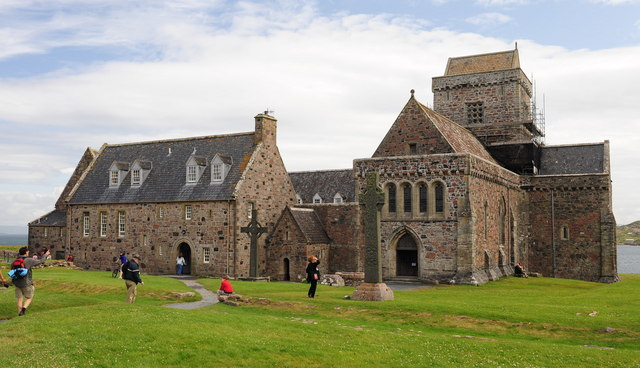
Вид на главный храм аббатства Ионы на одноименном острове в наши дни.

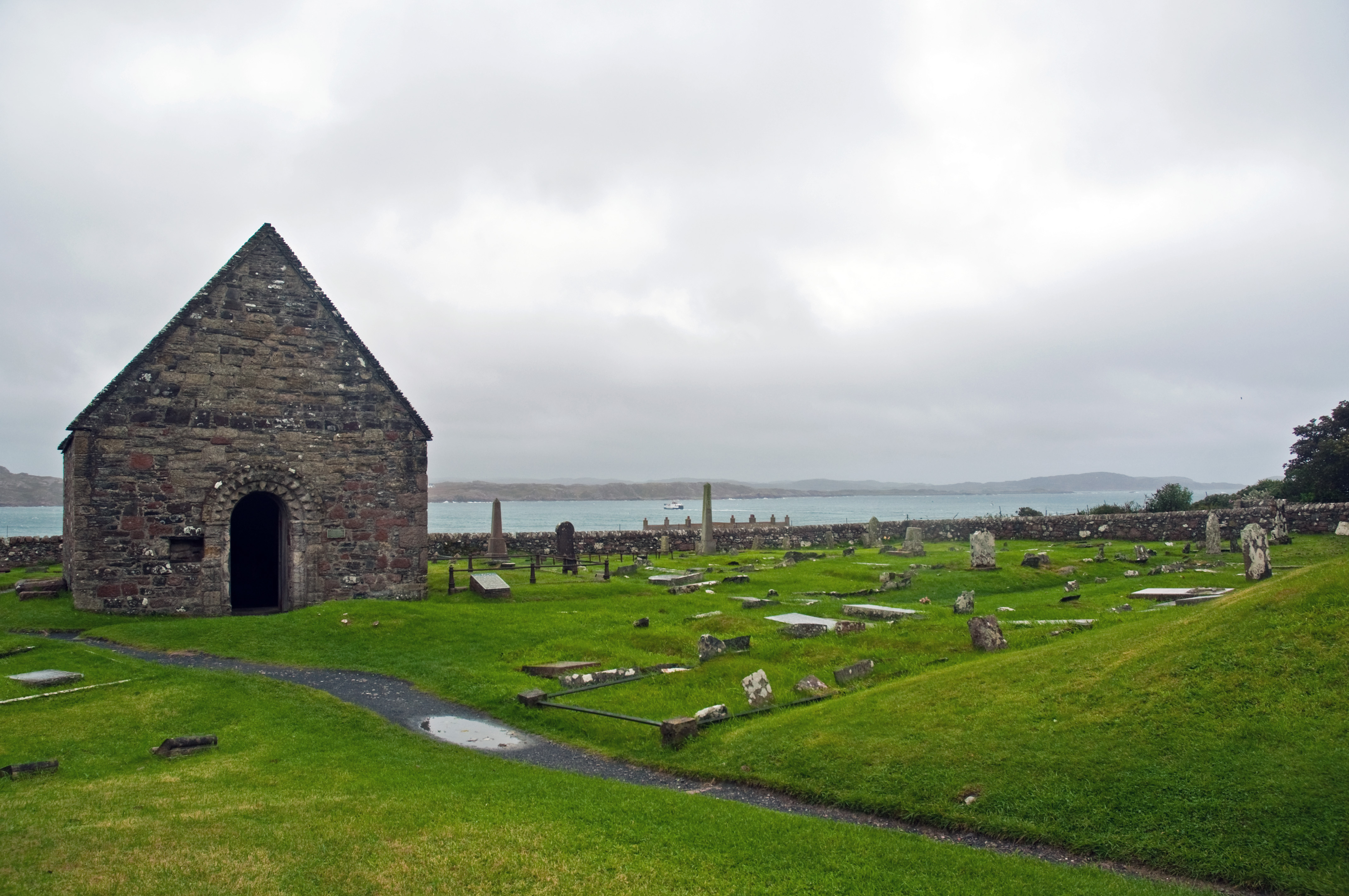
Часовня Одрана на острове Ионы, окружённая кладбищем, названным в его честь.

Одран был ирландцем и считался потомком легендарного языческого правителя, принявшего христианство — Коналла Гулбана (основания для подобной точки зрения неизвестны). Более сорока лет Одран прожил в местности, в настоящее время известной, как Силвермайнс («Серебряные рудники») в современном ирландском графстве Типперэри. В 520 году он построил там церковь. Согласно традиции, в дальнейшем он являлся настоятелем в аббатстве, располагавшемся в Мите, которое в дальнейшем стало центром католической епархии (но, возможно, что речь шла о другом Одране).
В 563 году Одран, в числе 12 других монахов, сопровождал святого Колумбу на отдалённый остров Ионы у побережья Шотландии, где Колумба основал одноименное аббатство. Через некоторое время Одран скончался в аббатстве и там же был похоронен.
Со смертью Одрана связано несколько легенд. Согласно одной из них, он был погребенным заживо под фундаментом часовни, которую Колумба пытался построить на Ионе. Возводимые монахами стены часовни всякий раз рушились, пока Колумба не услышал голос, сказавший ему, что стены часовни не устоят, пока под фундаментом не будет похоронен живой человек (по другой версии, совет закопать живым одного из монахов настоятель монастыря получил от русалки, вынырнувшей из моря). Выбор настоятеля пал на Одрана (по другим данным, он согласил сам). Одран был похоронен заживо, после чего часовня была благополучно достроена.
Согласно другой легенде, через несколько дней после погребения, когда монахи были заняты строительством, святой Одран высунул голову из земли и сказал «Не существует ни ада, ни рая, о которых говорят люди». Встревоженный этим заявлением, настоятель приказал закопать подвижника обратно.
Другая легенда, бытовавшая на Гебридах, гласит что Колумба обещал Одрану, что, если тот согласиться быть похороненным заживо, то его душа обретёт блаженство на небесах. Через несколько дней после похорон Колумба захотел еще раз увидеть Одрана и велел раскопать его могилу. Одран, который был ещё жив, попытался выбраться из гроба, но настоятель, увидев это, велел засыпать его могилу обратно, чтобы, согласно легенде, спасти душу Одрана от мира и от греха.

## Культурное влияние в наши дни
Часовня, построенная над могилой святого Одрана, до сих пор существует на острове Ионы. Помимо этого, Одран с острова Ионы считается святым покровителем своего родного города Силвермайнс, а также расположенного в Ирландии города Уотерфорд. Смерть Одрана описывается в стихотворении Нила Геймана «In Relig Odhrain». Аббатство Ионы, основанное Колумбой, сегодня является внеконфессиональной (экуменической) христианской церковью и главной туристической достопримечательностью на Внешних Гебридскх островах.